# 大町 (仙台市)
大町（おおまち）は、宮城県仙台市青葉区の町丁。郵便番号は980-0804。住民基本台帳に基づく人口は2,013人、世帯数は1,501世帯（2025年1月1日現在）。現行行政地名は大町一丁目および大町二丁目であり、全域で住居表示を実施している。旧宮城県仙台区大町、仙台市大町。
17世紀初めの仙台建設時に、仙台城方面から東に通じる大町通（おおまちどおり）に沿って東西に細長く設定され、江戸時代には仙台藩から営業上の特権を得て富み栄えた。明治時代以後しだいに地位が低下したが、旧大町の東端はマーブルロードおおまちとして、仙台の中心商店街たる中央通の一角を占めている。1970年の住居表示制導入の際にマーブルロードおおまちを含む芭蕉の辻以東は一番町の一部とされ、残りが面積を拡張して大町とされた。

## 概要
道路としての大町通は、仙台駅の西口北端と西公園南東角を直線で結ぶ狭い道路の西半分にあたる。東半分は中央通というアーケード商店街である。大町通の一本南で並行する幅が広い道路が青葉通で、これは仙台駅前から西に伸びて、西公園の交差点で大町通と合流する。青葉通に対して大町通は鋭い角度で交わり、脇道のようになっている。
街区としての現在の大町一丁目は、東西南北をそれぞれ国分町通（かつての奥州街道）、晩翠通、青葉通、大町通と肴町通との間にある細い道で区切られたブロックである。二丁目は、晩翠通、西公園通、青葉通、広瀬通で区切られる。21世紀現在では中心街に隣接する一街区にすぎないが、江戸時代にはもう少し東の東二番丁までが大町であった。
仙台の大町の起源は米沢にあり、そこの大町が伊達氏の転封とともに岩出山に移り、仙台の開府とともに仙台に移った。大町通は城下町を設計するときに東西の基線とされた。南北に通る奥州街道と交わる場所を芭蕉の辻といい、そこが城下町の中心であった。大町は西から東に五丁目まで丁目で分けられ、一二丁目と三四五丁目の二つを独立した町として組織した。三四五丁目は6つある御譜代町の筆頭であり、城下に24ある町人町の筆頭でもあった。江戸時代初期の大町は仙台藩から主要商品の専売特権を与えられ、中期以降も問屋機能について同様の特権を保ち、富み栄えた。
明治に入ると大町の特権はすべて失われ、他の町が台頭した。大町はなおも商業中心の一角であったが、賑わいの重心は仙台駅に近い大町五丁目に移った。三、四丁目にはしだいに銀行・保険会社の本店・支店が集まり、一、二丁目は商業地としての地位を低下させた。
第二次世界大戦後にすぐ南に並行して青葉通が作られ、そちらが自動車交通の要路となった。五丁目は1964年にアーケードを作り、やがてそれを歩行者専用にして、「マーブルロードおおまち」と称した。もう一つのアーケード街である東一番丁との交差点に接し、中心商店街の要地として21世紀現在も繁栄している。五丁目を除いて、大町は中心街そのものではなく、商業地としては中心街に隣接する一街区程度の重みに低下した。1970年には町名変更により、大町一から四丁目は今までの丁目と無関係の一丁目と二丁目にまとめられ、五丁目は一番町三丁目に入れられた。
旧五丁目は大町五丁目繁昌会という町内会を作り、クリスロード商店街振興組合、名掛丁繁栄会とともに中央通連合会という連合町内会に属する。その他は仙台市大町会で、広瀬川の両岸にまたがる立町地区町内会連合会に属する。

### 面積と年間商品販売額
| 町名        | 面積     | 卸売            | 小売          |
| 大町1丁目   | 0.034km² | 324億5021万円   | 71億2510万円  |
| 大町2丁目   | 0.116km² | 679億4364万円   | 51億8481万円  |
| 一番町3丁目 | 0.090km² | 1471億16931万円 | 783億6102万円 |

## 歴史

### 江戸時代

#### 大町の割り出し

江戸時代の大町通

大町の住民は、仙台の創建時、慶長6年（1601年）に岩出山から移転させられた。新しい城下町の建設に際しては、大町通が東西方向の基線とされ、これを基準に他の道路が設定・拡張された。仙台城の大手門から東に行く道は、大橋で広瀬川を渡る。そこから大町頭までは武家屋敷で、その続きが大町となる。大町は城に近い西から東へ一丁目から五丁目に分かれ、五丁目より東には日形町（後に新伝馬町）が続いた。ちなみに南北方向の基線は奥州街道で、大町四丁目で大町と交わる交差点が、芭蕉の辻である。
直行する道路との関係は図の通り。西の端で交わる柳町は、後に移転したため元柳町になった。そのすぐ東では、まず北に大町二丁目横丁が出て、その少し東で南に良覚院丁が出た。次は北に細横丁が出る。現在の晩翠通だが、江戸時代には南に突き通らなかったのでT字路である。次の辻からは、北に荒町通、南に荒町が出た。後に荒町が移転すると道の名は本荒町通、本荒町となった。その次が芭蕉の辻で、北に国分町、南に南町が出た。現在は両方あわせて国分町通である。これが道路としては奥州街道にあたることは上で触れた。奥州街道から一つ東の交差点からは北に糠倉町、南に塩倉町が通じ、東一番丁にあたる。次は北に末無横丁（後に五丁目新丁）、南では少し西にずれたところから南光院横丁（南光院丁）が出た。最後の百騎丁は東二番丁ともいう。現在の国道4号、東二番丁通である。
交差点の角の屋敷は二つの道に面するが、その場合屋敷はすべて大町に属した。そこで、東一番丁のような南北に長い街区は、大町によって切断された。
丁目の境は東一番丁との交差点を境とする大町四丁目と五丁目の境を除き、道路と一致しない。道の途中で丁目が変わった。道路に従って丁目を割り付けるのではなく、岩出山の大町一丁目の住民が仙台に移されたときにまとまって住んだ地区を大町一丁目にした、というような割り付け方をしたのではないかと思われる。

#### 行政・自治
仙台の町（まち）は道路をはさんで両側に町人が住む町屋敷が並ぶ地区（町人町）で、武家屋敷が並ぶ丁（ちょう）と区別された。町人町は町ごとに統治され、内部で自治を行なった。仙台の町には、上から任命される役人として検断・肝入が各1名置かれた。町の正規の構成員は幅六間を単位とする町屋敷を持つ者で、五人ごとに五人組を組織した。六間幅を一軒、その半分を半軒として、これを単位に町役という労役・税を負担した。町役には様々な名目があったが、労働力の提供と金銭の納付の大別して二種類があった。城下町の創建期には町人が総出で働くこともあったが、時代とともに金銭に変わる傾向があり、労役の場合も町が出した金銭で人足を雇って提供するのが通例となった。
大町では、統治・自治の単位としての町が、慶長10年頃（1605年）に大町一二丁目と大町三四五丁目という二つに分けられた。町列第一位の地位を引き継いだのは三四五丁目で、城に近い一二丁目は全体の中でも18番目の下位に置かれた。
三四五丁目の検断は青山家が、肝入は只野家が代々世襲した。青山には大町の中に屋敷が四軒、只野には屋敷が一軒与えられ、その屋敷に課される税は町の他の住民が負担した。いずれの家も米沢時代からの大町検断・肝入であって、古い昔に伊達氏に仕えた武士が町の支配を役目として委ねられたものである。町人でありながら帯刀を許され、組抜並の待遇で士分とされた。検断の青山は、他藩に対して大名主を称することを許された。
一二丁目は町列の18番目であった。他の町と異なり検断・肝入が置かれず、月行仕という役についた町人が輪番で行政事務を引き受けた。承応2年（1653年）に月行仕が廃止され、月行仕の一人だった米川家が年行仕として常任・世襲することになった。米川家の記録によると、かつて大町一二丁目は検断を持たないまま三四五丁目より上位に置かれたが、年行仕という役職を新たに設けたとき、他の町の検断との序列調整のために町の序列が下げられたという。また、天和元年（1681年）8月に守谷惣兵衛が肝入に就いてから、一二丁目にも肝入が置かれるようになった。米川家は、享保9年（1724年）から明和2年（1765年）にかけて、他の町と同じく検断という名で呼ばせてほしいと願い出たが、実らなかった。世襲後も、一二丁目の「町内」は年行仕と時として交渉・対立する自治的性格を強く持っていた。米川家は10代めの米川元直が享和3年（1803年）に国分町の検断に転じ、それからはそちらを世襲した。

#### 商業特権
江戸時代の大町は、仙台藩から格別の商業特権を与えられた。江戸時代の初期には、9月の間だけ御譜代町の1つが主要27品目の販売を独占する九月御日市の特権があった。大町も御譜代町であるから、6年ごとに城下の商人はみな大町で店を借りて商売をしなければならなかった。この特権は1651年（慶安4年）10月に廃止され、かわりに、御譜代町は毎年総額70貫480文を6年一巡で商人判（営業許可証）を持つ商人から徴収することになった。
これと別に、城下町建設の際に御用捨という品目を決めた通年の商業独占権（一町株）も与えられた。大町一丁目は古手（古着）、大町二三四丁目は絹物・木綿・小間物、大町五丁目は油である。一から四丁目の特権は、大町検断の青山出雲が伊達政宗に城下町繁栄のために建策し、容れられたもので、寛永8年（1631年）に政宗の黒印状で確認されたと伝えられる。元和6年（1620年）に、他国の商人が大町二丁目ではなく四丁目でも商売をさせてほしいと願い出た文書があり、それから考えると初めのうち二三四丁目も丁目ごと別々に品目が決められて、商人の願いによって統合されたようである。
この特権は他の町や領外の商人の商売を禁止する趣旨ではなく、大町に来て店を賃借することを奨励するものであった。城下町の形成期には他国から行商で来て一時的に滞在する商人が多く、不案内な者に確実に客が集まる店舗を提供することに意味があった。が、商業が発展するとすぐに不自由と感じられるようになった。この特権は、小売については延宝3年（1675年）の売り散らし令で廃止され、日市廃止のときと同様に城下の商人から営業税を取り立てて町に与えることで替えられた。
ただし、大町一丁目の古手だけは、寛保元年（1741年）までに復活した。城下の人々が自家の古手を売るのも、近郊の質屋が質流れになった古手を売るのも禁じ、すべて一度一丁目の古手屋に売ることが定められた。
さて、一町株による問屋の独占権は、宝暦10年（1760年）頃に六仲間と総称される同業者組合に集約された。仙台領外の商人は、仲間に属する商人に荷を卸さなければならず、領内の小売商人は仲間の商人から商品を購入しなければならない。ただし、大町を中心にした、しかし仲間ごとに異なる特定の町に家を持つか店を借りるかすれば、自由に加入できたので、完全に閉鎖的な特権ではない。これは、仙台の町においては中心街の振興と小売商人に対する問屋の優越を意味するものだったが、離れた地域ではその地域の商業の抑圧と不合理な輸送費加算を招いた。そのため、仙台領内の南北に知行地を持った領主・商人と、大町の検断・肝入・商人は、江戸時代を通じて藩当局に対して陳情合戦を繰り広げた。また、六仲間は頻発する他地域・領外の商人による密荷取締りにも乗り出したが、そのときにも安永4年（1775年）に大町三四五丁目の肝入只野利右衛門が立ち入り捜査権を藩に要請するなど、大町は六仲間と一体の利害をもって動いた。

#### 江戸時代の街並み
町屋敷の軒数は、史料によって異なるが、大町一二丁目は約60軒、三四五丁目は約90軒であった。人口は、安永元年（1772年）に2441人、嘉永5年（1852年）に2289人（うち一二丁目は978人、三四五丁目は1311人）という数値がある。人口で24町の約10パーセントを占め、屋敷や蔵の充実ぶりからも、江戸時代の大町は名実ともに仙台の町人町の頂点にあった。
大町を含む一帯は、大水とはほぼ無縁であったが、しばしば大火に見舞われたので、町人屋敷も焼失と再建を繰り返した。江戸時代の絵図からの推測では、瓦葺きの家は初期にはほとんどなく、18世紀半ば以降も芭蕉の辻を中心にした中心街だけが瓦葺きで建てられた。大町の富強はこうした建物の姿にも現れた。大町に与えられた商業特権は、目抜き通りに賑わいがなければ城下の飾りを欠く、という都市政策的な目的で与えられたものであった。
神明宮という神社があったが、正徳2年（1712年）に榴岡に移った。
江戸時代の仙台の町が総力を挙げる最大の祭りは、1655年（明暦5年）に始まる仙台祭であった。仙台東照宮の祭礼である。祭の目玉は各町が趣向を凝らして制作した山鉾で、大町は各丁目ごとに、またはいくつかが連合して、あるいはそれに加えて一人の商人が単独で、山鉾を出した。

### 明治時代以降、戦前まで

#### 行政の変革
戊辰戦争で敗れた仙台藩は、減封後にめまぐるしい制度改革を実施した。その一つとして、1871年（明治4年）に検断・肝入を通じた支配を改め、町人地の支配のために市長・副市長を任じ、その下の各町に町人代を置いた。大町の町人代は一丁目の桜井伊三郎と三・四丁目の佐々木重兵衛である。彼らが一二丁目と三四五丁目を分担したのであろう。市長・副市長・町人代は、同年の廃藩置県の後もしばらく存続したが、翌年廃止された。
1872年（明治5年）に施行された大区小区制で、大町は小6区の一部と小7区の一部に分けられた。芭蕉の辻から東が小6区、西が小7区である。1876年（明治9年）に小区が大きくまとめられることになったとき、大町は全体が仙台西南部を画す小7区の一部になった。1878年（明治11年）には郡区町村編制法によって仙台区が発足した。このとき、区内の地域割りとしては、1番から5番の組が設けられた。境界がまた芭蕉の辻に置かれたので、大町もそれより西が二番組、東が四番組に入れられた。
区割りの変更はまだ続いたが、大町一二丁目、三四五丁目を単位とする行政単位は大区小区制の導入で消え、以後、江戸時代のまとまりはそのままの区割りでは復活しなかった。

#### 経済・社会変化
廃藩後、大藩の城下町としての需要がなくなった仙台は、深刻な不況に落ち込んだ。1872年（明治5年）に、明治新政府によって六仲間の特権は廃止された。
明治政府は仙台を東北地方の政治・軍事の中心都市と位置づけたが、仙台商工業の不振はなかなか挽回できなかった。地価でみると、地租改正のために作られた1877年（明治10年）の宮城県庁見込み地価は、市内で高い順から大町四丁目、国分町、大町三丁目、河原町、大町五丁目、大町二丁目、大町一丁目となっており、明治初めまでは芭蕉の辻を中心に大町全体が栄える江戸時代の序列が維持されていた。
市内では、武家屋敷での商業禁止の廃止や、町の特権の廃止により、他の地区の発展の機会が開けた。1887年（明治20年）に鉄道が開通すると、駅に近い方向に町の重心が移った。こうした変化をうけて、もと武家屋敷だった東一番丁や、駅に近い新伝馬町が新興商店街として台頭してきた。大町の中では芭蕉の辻から駅に近い大町五丁目に商店街の中心が移動した。ただ、この時代の大町におきたのはオフィス街に向けた変化であって、商店街の要素が減ったことをもって商業地としての凋落とは言えないところがある。
問屋にかわって商店街の顔になったのは、1882年（明治15年）にできた芭蕉の辻勧工場（後に芭蕉の辻商館）、明治34年（1901年）に伊沢商館といった勧工場（百貨店の前身となる大規模店）であった。地元の小売店舗からは、呉服店の大内屋が1879年（明治12年）に一丁目から五丁目に移った。同業の藤崎も二丁目から四丁目を経由して五丁目に移転して、大内屋と向かいあわせになった。
江戸時代にあった店の大多数が、新しい店や移転してきた店に入れ替わったが、明治時代末の仙台の高額納税者は、藤崎三郎助（藤崎）、佐々木重兵衛（佐々重）、大内源太右衛門（大内屋）で、いずれも大町五丁目に店を構えた老舗の小売店舗の主であった。

#### 交通
歩行者天国になるのは戦後であるから、当時の大町通には時代の変化につれて人力車、馬車、自動車、自転車が行きかい、昭和初期にはバスが運行していた。
1926年（大正15年）11月に、仙台市電が仙台駅前から大町一丁目まで開通したが、その路線は南町通を通り、大町を迂回した。1928年（昭和3年）に南町から芭蕉の辻までの芭蕉の辻線が開通したが、314メートルの盲腸線で、利用は低調であった。

#### 仙台祭から七夕祭へ
明治時代にも山鉾を繰り出す仙台祭は続いた。不定期な数年おきで、仙台東照宮の祭礼とは限らず「天長節奉祝」、「桜ケ岡神明宮祭礼」など様々な名目で挙行された。しかし、市内の道路に電線が張り巡られさて山鉾の通行が困難になり、1899年（明治32年）を最後に行なわれなくなった。
七夕は江戸時代に日本全国に普及した年中行事で、明治時代の仙台市内では肴町の商店や常盤丁の遊郭で凝った七夕飾りが作られていた。大町でも、裁縫の上達を祈るという元々の七夕の趣旨から、四丁目の仙台裁縫学校、一丁目の彤管学校がそれぞれ生徒が制作した飾りを出していた。
1926年（大正15年）に、大町五丁目を含めた仙台の主要商店街はそれぞれ七夕の飾りつけを行ない、連合大売り出しによって盛況を得た。1928年（昭和3年）、東北産業博覧会を機に、大町五丁目の佐々木重兵衛（佐々重7代目）と三原庄吉（三原屋本店）の提案で、仙台協賛会（仙台市観光協会の前身）と仙台商工会議所が七夕飾りつけの競技会を開催した。これに11の町会が参加し、8月6日から3日間の七夕を開催した。これが全国的な名声を得た仙台七夕の起源である。大町五丁目はこの年から3年連続で優勝した。

#### 大正・昭和初期の街並み
この頃の大町の多くの商店は、古風な蔵造りの建物であった。店舗横の細い路地から裏に入ると、二、三軒の貸家があり、一般家庭が暮らしていた。道路に面したところが店で、その後ろに貸家が並ぶという土地利用は、江戸時代からのものであった。
近代建築としては、1922年（大正11年）に完成した明治生命館が、地上3階、地下1階、ロマネスク建築式で煉瓦の壁にみかげ石を貼り、市中でも一、二の豪華な建物であった。1933年（昭和8年）完成の藤崎、カルトンも鉄筋コンクリート3階建てである。他には建物の上に楼閣を上げた大内屋、時計塔を載せた三原時計店が目だった。
1933年（昭和8年）に東一番丁に仙台三越ができると、三越と藤崎という二大百貨店を結ぶ東一番丁が仙台でもっとも繁華な商店街となった。大町では芭蕉の辻周辺に金融機関が集まりはじめた。はじめ大町一丁目に本店をおいた七十七銀行は、1878年（明治11年）に芭蕉の辻に本店を移した。1922年には上述の明治生命が支店を構え、1941年（昭和16年）には芭蕉の辻商館の跡に日本銀行が仙台支店を置いた。

#### 戦争と仙台空襲
日中戦争がはじまり、やがて太平洋戦争に突入すると、物資の統制が厳しくなり、商店街の活気はなくなった。かつて五丁目の商店街が共同で立てた鋳鉄製の鈴蘭灯という名の街灯は、金属資源として供出されてなくなった。
第2次世界大戦末期の1945年（昭和20年）7月10日未明に、仙台はアメリカ軍の空襲にさらされた。仙台空襲で大町を含む市街の中心部は壊滅し、多数の死者を出した。

### 戦後の大町

#### 戦後復興と住所改正
戦後の復興計画では、仙台駅から西に通じる駅前通として青葉通が新設され、これが大町の南を並行して通ることになった。幅36メートルの青葉通りが自動車交通の要路となり、大町五丁目が属する中央通は幅11メートルの一方通行になった。
1946年（昭和21年）に復活した仙台七夕の中心は、東一番丁になった。この後もアーケード設置や歩行者天国への転換で、東一番丁が中央通・大町をリードする時代が続いた。しかし、芭蕉の辻周辺への金融機関集積は戦後も続き、1950年代には仙台の金融の中心街であった。1952年（昭和27年）の固定資産税評価額換算の地価では、大町五丁目、新伝馬町、東一番丁の順になり、五丁目がなお東一番丁をおさえてトップである。一から三丁目は大きく後退した。
仙台市は、1970年（昭和45年）2月1日にこの地区の住居表示を定めるに際して、道路の両側を一つの町とするかつての区分方法を改め、広い道路によって画される大きなブロックで分割する方式をとった。このとき、大町と東一番丁はそれぞれその名を大町、一番町として留めることになったが、東一番丁と大町通の交差点にあたる大町五丁目は一番町に属すことを望んだ。その結果、芭蕉の辻から東は一番町三丁目になり、芭蕉の辻から晩翠通りまでが大町一丁目、それより西が肴町まで含めて大町二丁目となった。江戸時代には仙台城に近い西のほうを一丁目として東に向かって番号を増やしたのに、このときは仙台駅を中心としてそちらに近い東のほうから番号を振った。また、南の境界は新しく作られた青葉通になったため、それより南は片平一丁目に入った。

#### アーケードと歩行者天国
バラックから始まった店舗は、しだいに鉄筋コンクリート造りのビルに建てかえられ、その1、2、地階を店にあてるようになった。かつてあった路地裏の貸家はなくなり、店の奥行きが長くなった。それ以上に大町の姿を変えたのは、五丁目のアーケード設置と歩行者専用道路化である。中央通へのアーケード設置は1964年（昭和39年）で、1977年（昭和52年）に改装した。商店街として純化した旧五丁目は、視覚的にも以西との違いを明確にして、東一番丁と中央通でできるT字のアーケード街の一部になった。
元の四丁目以西では、芭蕉の辻付近の金融機関は残ったが、青葉通への集中に比べると劣るようになった。なおも商店やオフィスビルが並ぶ商業地ではあるが、仙台の中心と言えるような富強の町ではなくなっている。
2006年の人口は、一番西の大町二丁目が1106人、真ん中で面積が狭い大町一丁目が86人、その東にあって旧大町五丁目が半分を占める一番町三丁目が103人で、住宅地の大町二丁目とそれより東の商業地との違いがはっきり出ている。また、一番町三丁目の2001年度年間小売販売額783億6102万円は、仙台の中で最高であった。
商業地として繁栄する一方、暴力団の進出対策も急務とされた。2023年（令和5年）、宮城県は大町1-2丁目を暴力団排除条例に基づく暴力団排除特別強化地域に指定。みかじめ料の支払いや用心棒の供与等について、店側および暴力団側双方に罰則規定を設けた。

## 世帯数と人口
2025年（令和7年）1月1日現在の世帯数と人口は以下の通りである。
| 町丁       | 世帯      | 人口    |
| ---------- | --------- | ------- |
| 大町一丁目 | 138世帯   | 179人   |
| 大町二丁目 | 1,363世帯 | 1,834人 |
| 計         | 1,501世帯 | 2,013人 |

## 小・中学校の学区
小・中学校の学区は以下の通りとなる。
| 町丁       | 街区符号・住居番号 | 小学校         | 中学校     |
| ---------- | ------------------ | -------------- | ---------- |
| 大町一丁目 | 1-1から1-12        | 片平丁小学校   | 五橋中学校 |
| 大町一丁目 | 1-33から1の終わり  | 片平丁小学校   | 五橋中学校 |
| 大町一丁目 | 2-8から2-16        | 片平丁小学校   | 五橋中学校 |
| 大町一丁目 | 1-22から1-32       | 東二番丁小学校 | 五橋中学校 |
| 大町一丁目 | 1-13から1-21       | 立町小学校     | 第二中学校 |
| 大町一丁目 | 2-1から2-7         | 立町小学校     | 第二中学校 |
| 大町一丁目 | 2-17から4          | 立町小学校     | 第二中学校 |
| 大町二丁目 | 1-6から1-23        | 立町小学校     | 第二中学校 |
| 大町二丁目 | 2-11から2-32       | 立町小学校     | 第二中学校 |
| 大町二丁目 | 3から15            | 立町小学校     | 第二中学校 |
| 大町二丁目 | 1-1から1-5         | 片平丁小学校   | 五橋中学校 |
| 大町二丁目 | 1-24から2-10       | 片平丁小学校   | 五橋中学校 |
| 大町二丁目 | 2-33から2-35       | 片平丁小学校   | 五橋中学校 |